# Fernando Valenzuela (Diplomat)

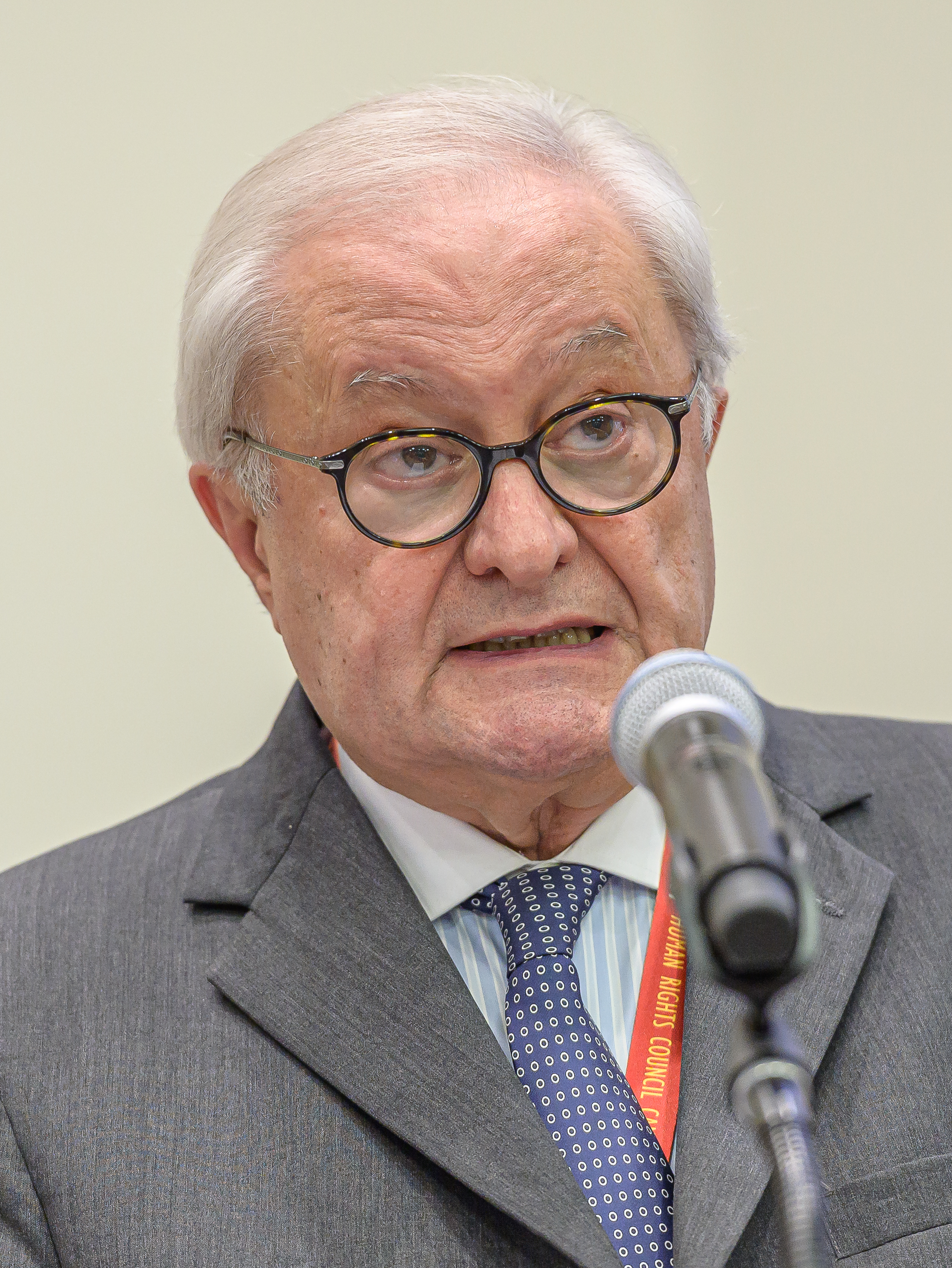
Fernando Valenzuela

Fernando M. Valenzuela  (* 12. November 1948) ist ein spanischer Diplomat.

## Leben
Valenzuela hat in Zaragoza und Madrid studiert und wurde in Paris an der Universität Panthéon-Assas promoviert.
Von 1996 bis 1999 war er Botschafter von Spanien in Kanada. Von 2005 bis 2009 leitete er die Delegation der Europäischen Union bei den Vereinten Nationen in New York. Von 2009 bis 2013 war er EU-Delegationsleiter in Russland.